# Psaume 32 (31)

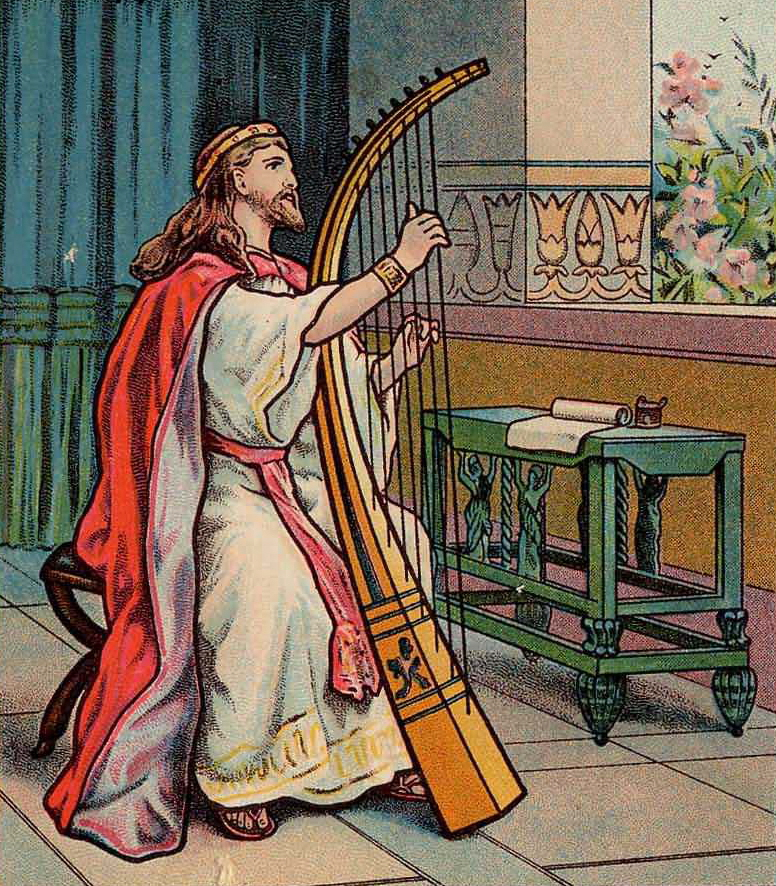
La joie de David après le pardon. Illustration d'une Bible américaine de 1903.

Le psaume 32 (31 selon la numérotation grecque) est un cantique attribué à David et classé parmi les psaumes pénitentiels. Il exprime la joie de l'homme qui a reçu le pardon de Dieu.

## Texte
| verset | original hébreu                                                                  | traduction française de Louis Segond | Vulgate latine |
| ------ | -------------------------------------------------------------------------------- | --- | --- |
| 1      | לְדָוִד, מַשְׂכִּיל: אַשְׁרֵי נְשׂוּי-פֶּשַׁע; כְּסוּי חֲטָאָה                                            | [De David. Cantique.] Heureux celui à qui la transgression est remise, à qui le péché est pardonné !                                                                     | [huic David intellectus] beati quorum remissae sunt iniquitates et quorum tecta sunt peccata                                                                              |
| 2      | אַשְׁרֵי אָדָם--לֹא יַחְשֹׁב יְהוָה לוֹ עָו‍ֹן; וְאֵין בְּרוּחוֹ רְמִיָּה                                   | Heureux l’homme à qui l’Éternel n’impute pas d’iniquité, et dans l’esprit duquel il n’y a point de fraude !                                                              | Beatus vir cui non inputabit Dominus peccatum nec est in spiritu eius dolus                                                                                               |
| 3      | כִּי-הֶחֱרַשְׁתִּי, בָּלוּ עֲצָמָי-- בְּשַׁאֲגָתִי, כָּל-הַיּוֹם                                            | Tant que je me suis tu, mes os se consumaient, je gémissais toute la journée ;                                                                                           | Quoniam tacui inveteraverunt ossa mea dum clamarem tota die |
| 4      | כִּי, יוֹמָם וָלַיְלָה-- תִּכְבַּד עָלַי, יָדֶךָ:נֶהְפַּךְ לְשַׁדִּי-- בְּחַרְבֹנֵי קַיִץ סֶלָה                        | Car nuit et jour ta main s’appesantissait sur moi, ma vigueur n’était plus que sécheresse, comme celle de l’été. [Pause]                                                 | Quoniam die ac nocte gravata est super me manus tua conversus sum in aerumna mea; dum configitur mihi ; [spina diapsalma]                                                 |
| 5      | חַטָּאתִי אוֹדִיעֲךָ, וַעֲו‍ֹנִי לֹא-כִסִּיתִי--אָמַרְתִּי, אוֹדֶה עֲלֵי פְשָׁעַי לַיהוָה;וְאַתָּה נָשָׂאתָ עֲו‍ֹן חַטָּאתִי סֶלָה | Je t’ai fait connaître mon péché, je n’ai pas caché mon iniquité ; j’ai dit : J’avouerai mes transgressions à l’Éternel ! Et tu as effacé la peine de mon péché. [Pause] | Delictum meum cognitum tibi; feci et iniustitiam meam non abscondi dixi confitebor adversus me iniustitiam meam Domino et tu remisisti impietatem peccati mei [diapsalma] |
| 6      | עַל-זֹאת, יִתְפַּלֵּל כָּל-חָסִיד אֵלֶיךָ-- לְעֵת מְצֹא:רַק, לְשֵׁטֶף מַיִם רַבִּים-- אֵלָיו, לֹא יַגִּיעוּ          | Qu’ainsi tout homme pieux te prie au temps convenable ! Si de grandes eaux débordent, elles ne l’atteindront nullement.                                                  | Pro hac orabit ad te omnis sanctus in tempore oportuno verumtamen in diluvio aquarum multarum ad eum non adproximabunt                                                    |
| 7      | אַתָּה, סֵתֶר לִי-- מִצַּר תִּצְּרֵנִי:רָנֵּי פַלֵּט; תְּסוֹבְבֵנִי סֶלָה                                     | Tu es un asile pour moi, tu me garantis de la détresse, tu m’entoures de chants de délivrance. [Pause]                                                                   | Tu es refugium meum a tribulatione quae circumdedit me exultatio mea erue me a circumdantibus me [diapsalma]                                                              |
| 8      | אַשְׂכִּילְךָ, וְאוֹרְךָ--בְּדֶרֶךְ-זוּ תֵלֵךְ; אִיעֲצָה עָלֶיךָ עֵינִי                                      | Je t’instruirai et te montrerai la voie que tu dois suivre ; je te conseillerai, j’aurai le regard sur toi.                                                              | Intellectum tibi dabo et instruam te in via hac qua gradieris firmabo super te oculos meos                                                                                |
| 9      | אַל-תִּהְיוּ, כְּסוּס כְּפֶרֶד-- אֵין הָבִין:בְּמֶתֶג-וָרֶסֶן עֶדְיוֹ לִבְלוֹם; בַּל, קְרֹב אֵלֶיךָ                 | Ne soyez pas comme un cheval ou un mulet sans intelligence ; on les bride avec un frein et un mors, dont on les pare, afin qu’ils ne s’approchent point de toi.          | Nolite fieri sicut equus et mulus quibus non est intellectus in camo et freno maxillas eorum constringe qui non adproximant ad te                                         |
| 10     | רַבִּים מַכְאוֹבִים, לָרָשָׁע: וְהַבּוֹטֵחַ בַּיהוָה--חֶסֶד, יְסוֹבְבֶנּוּ                                   | Beaucoup de douleurs sont la part du méchant, mais celui qui se confie en l’Éternel est environné de sa grâce.                                                           | Multa flagella peccatoris sperantem autem in Domino misericordia circumdabit                                                                                              |
| 11     | שִׂמְחוּ בַיהוָה וְגִילוּ, צַדִּיקִים; וְהַרְנִינוּ, כָּל-יִשְׁרֵי-לֵב                                    | Justes, réjouissez-vous en l’Éternel et soyez dans l’allégresse ! Poussez des cris de joie, vous tous qui êtes droits de cœur !                                          | Laetamini in Domino et exultate iusti et gloriamini omnes recti corde |

## Structure et thème du psaume
Le psaume 32 exprime la joie du psalmiste d’avoir été libéré d'une grande souffrance. Il s’articule en deux parties : aux versets 1 à 5, le psalmiste proclame le bonheur de voir sa faute remise par Dieu, et du verset 6 au verset 11, il manifeste sa confiance dans le fait que Dieu le guide sur le bon chemin.
Le mal dont souffre le psalmiste est très dur à supporter, bien qu’on ne puisse connaître précisément sa nature. Il cherche à comprendre d’où il vient, puisqu’à l’époque, le malheur est compris comme une conséquence des péchés que l’on a commis. Mais loin d'être une occasion de révolte, cette épreuve le conduit à faire l’expérience du pardon de Dieu. 

## Usages liturgiques

### Dans le judaïsme
Dans certaines traditions, le psaume 32 est récité à la fête de Yom kippour.

### Dans le christianisme
Ce Psaume est associé à la repentance et au pardon des fautes commises. 
Il est souvent associé avec l'adultère du roi David avec Batsheba.
Nous pouvons aussi l'associer avec le Psaume 51 d'une nature semblable.
Parallèlement, nous y voyons des liens avec la confession des péchés qui est enseignée dans certains textes du Nouveau Testament.
Entre autres, Jacques 5.16 et 1 Jean 1,8-10.
La lecture et la médiation du Psaume 32 est encouragée lorsque nous avons péché, car il est d'une pertinence frappante encore en 2016.
Bon nombre de lecteurs y ont trouvé l'espoir et la grâce en comprenant que Dieu les pardonnerait à l'instant où ils lui avoueraient leur faute et s'en détourneraient pour ne plus recommencer.
Les mots de David deviennent alors les mots que l'Esprit de Dieu dépose dans nos cœurs repentants qui veulent rester en communion avec lui sans essayer de cacher nos fautes qu'il connaît déjà d'ailleurs.
La joie du salut est alors renouvelée pour nous grâce au pardon de Dieu et nous continuons à marcher dans la sainteté avec le Seigneur Jésus.
La confession de notre péché nous transforme nous-mêmes.
Dieu connaît nos fautes, mais il nous invite à les reconnaître devant lui car c'est nous qui allons bénéficier de la joie d'être pardonnés.

#### Chez les catholiques
Depuis le haut Moyen Âge, auprès des monastères, ce psaume était traditionnellement récité ou chanté aux matines du dimanche, selon la distribution de saint Benoît de Nursie,.
Au regard de la liturgie des Heures, le psaume 31 est chanté ou récité aux vêpres du jeudi de la première semaine.

## Musique
Henry Desmarest a mis le psaume "Beati quorum remissae sunt" en musique sous la forme d'un grand motet (lorrain). La musique est perdue.